# Jerry Spring
Jerry Spring es una serie de cómic franco-belga del género del oeste creada por Jijé para "Le Journal de Spirou" el 4 de marzo de 1954. Está protagonizada por Jerry Spring, un vaquero del Oeste estadounidense, al que el gobierno nombra frecuentemente alguacil de los Estados Unidos. Jijé recurrió ocasionalmente a guionistas: Maurice Rosy, René Goscinny, Jean Acquaviva, Jacques Lob, Daniel Dubois (para una sinopsis) y Philip. Tras la muerte de Jijé, el dibujo fue asumido por Franz (Franz Drappier) en una historia, sobre un guion de Festin (José-Louis Bocquet). 

## Sinopsis
La serie es un wéstern ambientado en el Salvaje Oeste en la segunda mitad del siglo XIX. Jerry Spring se enfrenta a toda una serie de "malos": bandidos, contrabandistas, indios sublevados y renegados de todo tipo. Las historias están siempre fuertemente teñidas de humanismo y buenos sentimientos. El héroe es leal, valiente, impermeable al odio y ajeno a la codicia. No duda en ponerse del lado de los más oprimidos, como los indios o los negros, y arriesgar su vida. Como todos los héroes wéstern, es un experto en el uso de armas de fuego (aunque nunca las utiliza para matar) y se desenvuelve con soltura en la naturaleza, ya sea en los desiertos del suroeste o en los paisajes nevados de las Montañas Rocosas y la frontera al norte. Sabe seguir rastros, sobrevivir por su cuenta en las peores condiciones y comunicarse con las tribus indias.
La serie se caracteriza por un cierto realismo, bien servido por el talento de Jijé para dibujar los paisajes salvajes del Oeste, los caballos y los indios. Las historias suelen estar ambientadas en los estados desérticos del suroeste americano, o incluso en el norte de México, y se percibe el interés del autor por esta cultura en la forma en que evoca pueblos mexicanos azotados por el calor, las fiestas y una cierta despreocupación resignada. El personaje de Pancho, el fiel amigo de Jerry, es muy característico en este sentido. 

## Trayectoria editorial
| Título (páginas)                | Publicación en Spirou | Guionista/Dibujante    | 1.ª publicación en álbum, Bélgica                                                                                      | Integral |
| ------------------------------- | --------------------- | ---------------------- | --- | -------- |
| Jerry Spring (44)               | 1954                  | Jijé / Jijé            | Album 1: Golden Creek - Le secret de la mine abandonnée, 1955                                                          | 1        |
| Le splendide cavalier (44)      | 1954                  | Rosy / Jijé            | Album 2: Yucca Ranch, 1955                                                                                             | 1        |
| Le visage pâle (44)             | 1955                  | Jijé / Jijé            | Album 3: Lune d'argent, 1956                                                                                           | 1        |
| La révolution méxicaine (44)    | 1955                  | Jijé / Jijé            | Album 4: Trafic d'armes, 1957                                                                                          | 1        |
| La passe des indiens (44)       | 1955                  | Jijé / Jijé            | Album 5: La passe des indiens, 1957                                                                                    | 2        |
| La piste du grand nord (24)     | 1956                  | Jijé / Jijé            | Album 6: La piste du grand nord, 1958                                                                                  | 2        |
| L'or du vieux Lender (20)       | 1956                  | Goscinny / Jijé        | Album 6: La piste du grand nord, 1958                                                                                  | 2        |
| Le ranch de la malchance (16)   | 1956                  | Jijé / Jijé            | Album 7: Le ranch de la malchance, 1959                                                                                | 2        |
| Enquête à San Juan (21)         | 1957                  | Jijé / Jijé            | Album 7: Le ranch de la malchance, 1959                                                                                | 2        |
| Le testament de l'oncle Tom (8) | 1957                  | Jijé / Jijé            | Album 7: Le ranch de la malchance, 1959                                                                                | 2        |
| Les 3 barbus de Sonoyta (44)    | 1957                  | Acquaviva / Jijé       | Album 8: Les 3 barbus de Sonoyta, 1959                                                                                 | 2        |
| Fort Red Stone (44)             | 1958                  | Philip / Jijé          | Album 9: Fort Red Stone, 1960                                                                                          | 3        |
| Le maître de la sierra (44)     | 1960                  | Philip / Jijé          | Album 10: Le maître de la sierra, 1960                                                                                 | 3        |
| La route de Coronado (44)       | 1961                  | Philip / Jijé & Giraud | Album 11: La route de Coronado, 1962                                                                                   | 3        |
| El Zopiloté (44)                | 1962                  | Jijé / Jijé            | Album 12: El Zopiloté, 1964                                                                                            | 3        |
| Pancho hors la loi (44)         | 1963                  | Jijé / Jijé            | Album 13: Pancho hors la loi, 1964                                                                                     | 4-5      |
| Les broncos du Montana (44)     | 1963                  | Jijé / Jijé            | Album 14: Les broncos du Montana, 1965                                                                                 | 4-5      |
| Mon ami Red Lover (27)          | 1964                  | Philip / Jijé          | Album 15: Mon ami Red, 1965                                                                                            | 4-5      |
| Le loup solitaire (17)          | 1964                  | Dubois / Jijé          | Album 15: Mon ami Red, 1965                                                                                            | 4-5      |
| Les Vengeurs du Sonore (44)     | 1965                  | Jijé / Jijé            | Double Album 2: Les vengeurs du Sonora + Lune d'argent, 1974 (2nd publication: Album 19: Les Vengeurs du Sonore, 1985) | 4-5      |
| Jerry contre K.K.K. (44)        | 1966                  | Lob / Jijé             | Double Album 4: Jerry contre KKK + La passe des indiens, 1975 (2nd publication: Album 20: Jerry contre KKK, 1986)      | 4-5      |
| Le Duel (44)                    | 1966                  | Lob / Jijé             | Double Album 1: Le duel + Golden Creek, 1974 (2nd publication: Album 18: Le Duel, 1984)                                | 4-5      |
| L'or de personne (46)           | 1974                  | Philip / Jijé          | Double Album 3: L'or de personne + Trafic d'armes, 1975 (2nd publication: Album 21: L'or de personne, 1987)            | 4-5      |
| La fille du canyon (46)         | 1976                  | Philip / Jijé          | Album 16: La fille du canyon, 1977                                                                                     | 4-5      |
| Le Grand Calumet (46)           | 1977                  | Philip / Jijé          | Album 17: La grand calumet, 1978                                                                                       | 4-5      |
| Colère apache (46)              | —                     | Festin / Franz         | Album 22: Colère apache, 1990                                                                                          |          |